# 4336 Jasniewicz
A 4336 Jasniewicz (ideiglenes jelöléssel 1984 QE1) a Naprendszer kisbolygóövében található aszteroida. Brian A. Skiff fedezte fel 1984. augusztus 31-én.